# Liste des woredas de la région Tigré
Le présent article reprend la liste des woredas de la région Tigré en Éthiopie.

## Les 35 woredas de la région Tigré
Cette liste de woredas (districts éthiopiens) de la région Tigré est élaborée grâce au rapport de la CSA (Central Statistical Agency).
- Abergele
- Adwa
- Alaje
- Alamata
- Asigede Tsimbela
- Atsbi Wenberta
- Degua Tembien
- Endamehoni
- Enderta
- Enticho
- Irob
- Ganta Afeshum
- Gulomahda
- Hawzen
- Hintalo Wajirat
- Kafta Humera
- Kola Tembien
- La'ilay Adiyabo
- La'ilay Maychew
- Medebay Zana
- Mekele
- Mereb Lehe
- Naeder Adet
- Ofla
- Raya Azebo
- Saesi Tsaedaemba
- Samre
- Tahtay Adiyabo
- Tahtay Koraro
- Tahtay Maychew
- Tsegede
- Tselemti
- Wolqayt
- Werie Lehe
- Wukro

## Sources et références
1. ↑  http://www.csa.gov.et/